# Almoez Ali
Pour les articles homonymes, voir Ali.
Almoez Ali Zainalabedeen Mohamed Abdulla (arabe : المعز علي زين العابدين عبد الله), plus connu sous le nom d'Almoez Ali, né le 19 août 1996 à Khartoum, est un footballeur international qatarien. Il évolue au poste d'attaquant à Al-Duhail SC.

## Carrière

### En club
Almoez Ali rejoint le Cultural Leonesa en décembre 2015 en compagnie d'Assim Madibo, autre joueur qatarien passé par Linz.

### En sélection
Avec les moins de 19 ans, il dispute le championnat d'Asie des moins de 19 ans en 2014. Lors de cette compétition, il inscrit trois buts : contre la Corée du Nord en phase de groupe, la Chine en quart de finale, et la Birmanie en demi-finale.
Avec les moins de 20 ans, il participe à la Coupe du monde des moins de 20 ans en 2015. Lors de cette compétition organisée en Nouvelle-Zélande, il joue trois matchs : contre la Colombie, le Portugal, et le Sénégal.
Il honore sa première sélection en équipe du Qatar le 21 décembre 2013 lors d'un match amical contre le Bahreïn, mais cette rencontre n'est pas reconnue par la FIFA.
En février 2019, il remporte la Coupe d'Asie des nations avec le Qatar et devient le meilleur buteur lors d'une même Coupe d'Asie des nations, en marquant neuf buts, dont un quadruplé lors des phases de poule contre la Corée du Nord en l'espace de 51 minutes (victoire 6-0) et le dernier d'une bicyclette en finale contre le Japon (victoire 3-1). Ce record était auparavant détenu par Ali Daei, qui avait inscrit huit buts pour l'Iran en 1996.
Le 11 novembre 2022, il est sélectionné par Félix Sánchez Bas pour participer à la Coupe du monde 2022.

## Statistiques
| Saison                | Club                  | Championnat           | Championnat | Championnat | Coupe(s) nationale(s) | Coupe(s) nationale(s) | Compétition(s) continentale(s) | Compétition(s) continentale(s) | Compétition(s) continentale(s) | Total | Total |
| Saison                | Club                  | Division              | M.          | B.          | M.                    | B.                    | Comp.                          | M.                             | B.                             | M.    | B.    |
| 2015-2016             | LASK Linz             | Erste Liga            | 7           | 1           | 2                     | 0                     | -                              | -                              | -                              | 9     | 1     |
| Sous-total            | Sous-total            | Sous-total            | 7           | 1           | 2                     | 0                     | -                              | -                              | -                              | 9     | 1     |
| 2015-2016             | Cultural Leonesa      | Segunda División B    | 10          | 1           | -                     | -                     | -                              | -                              | -                              | 10    | 1     |
| Sous-total            | Sous-total            | Sous-total            | 10          | 1           | -                     | -                     | -                              | -                              | -                              | 10    | 1     |
| 2016-2017             | Lekhwiya SC           | Qatar Stars League    | 23          | 8           | -                     | -                     | ACL                            | 7                              | 1                              | 30    | 9     |
| 2017-2018             | Al-Duhail             | Qatar Stars League    | 16          | 7           | -                     | -                     | ACL                            | 10                             | 2                              | 26    | 9     |
| 2018-2019             | Al-Duhail             | Qatar Stars League    | 18          | 3           | -                     | -                     | ACL                            | 5                              | 1                              | 23    | 4     |
| 2019-2020             | Al-Duhail             | Qatar Stars League    | 14          | 6           | -                     | -                     | ACL                            | 2                              | 0                              | 16    | 6     |
| Sous-total            | Sous-total            | Sous-total            | 71          | 24          | -                     | -                     | -                              | 24                             | 4                              | 95    | 28    |
| Total sur la carrière | Total sur la carrière | Total sur la carrière | 88          | 26          | 2                     | 0                     | -                              | 24                             | 4                              | 114   | 30    |

## Palmarès
En club, Ali est sacré champion du Qatar en 2017, 2018 et 2020. Il remporte la Coupe du Qatar en 2018 et 2019 ainsi que la Coupe Crown Prince de Qatar en 2018.
En sélection, il remporte le championnat d'Asie de l'Ouest en 2014 avec l'équipe senior du Qatar, puis le championnat d'Asie des moins de 19 ans 2014 quelques mois plus tard avec les moins de 19 ans.
Avec la sélection A, Ali est champion de la Coupe d'Asie des nations 2019 et 2024.

### Distinctions personnelles
- Meilleur buteur de la Coupe d'Asie des nations 2019 (9 buts).
- Meilleur joueur de la Coupe d'Asie des nations 2019.
- Meilleur buteur de la Gold Cup 2021 (4 buts).